# Mailloles
Mailloles (en catalan et parfois en français : Malloles) est un ancien village du terme communal de Perpignan, à la comarque du Roussillon, de la Catalogne nord.

## Toponymie
La carte IGN utilise Malloles.

## Localisation
Il est situé près et au sud-ouest du centre du centre-ville actuel de Perpignan.

## Historique
Mentionné déjà au Xe siècle, le 1241 Jacques Ier le Conquérant y fit publier les Constitutions de Pau et Trêve pour le Roussillon. Dès ce moment, il est documenté comme une place fortifiée. Peu après, au XIVe siècle, il souffrit d'un procès de dépeuplement, en faveur pour Perpignan. On y retrouve des vestiges de l'église de Sainte-Marie de Mailloles, documentée le 1155, qui conserve l'abside romane. Les prospections archéologiques faites in situ ont enlevé l'existence de deux autres églises plus anciennes.
Au nord de Mailloles, se trouve le quartier des Haràs. Il se forma autour de quelques écuries pour de petits chevaux (origine du nom: haras, en français), où postérieurement se dressa une urbanisation de logis de loyer modeste. Au début de l'exode de la Guerre Civile Espagnole (janvier du 1939) s'y installa, en profitant des écuries, un camp de concentration pour des réfugiés, nommé Service Technique des Camps, puisqu'il logea des ouvriers spécialisés et artisans, choisis entre les réfugiés, qui arrangeaient les huttes des autres camps du département. À partir du 1945, il fut transformé en Centre d'Accueil, sous le contrôle du Office International des Réfugiés, qui réunissait les immigrants de la Péninsule afin qu'ils s'incorporent à quelque travail. Il fut fermé le 1948, et dans ses deux dernières années d'existence y passèrent 30.000 personnes.
Au sud-ouest de Mailloles se trouve le Centre pénitentiaire du département.